# 조니 모넬
조니 모넬(Johnny Monell, 1986년 3월 27일 ~ )은 전 미국의 야구 선수이다.

## 미국 프로야구시절
2013년 샌프란시스코 자이언츠에 입단하였다.

## 한국 프로야구시절

### KT 위즈시절
2016년 12월 9일에 NC 다이노스에서 계약하려고 하였으나 결렬되고 12월 10일 KT 위즈에 90만 달러에 계약하였다. 2017년부터 앤디 마르테를 대체할 야수로 영입되었다. 성적 부진으로 시즌 중 방출되었다. 그의 대체 용병으로는 멜 로하스 주니어가 영입되었다.

## 별명
그의 별명은 '흑상사'로, 돈값을 제대로 하지 못해서 생긴 별명이다.